# Ophiochiton
Ophiochiton is een geslacht van slangsterren, en het typegeslacht van de familie Ophiochitonidae. De wetenschappelijke naam van het geslacht werd in 1878 voorgesteld door Theodore Lyman. Hij plaatste als enige soort Ophiochiton fastigatus in het geslacht, die daarmee automatisch de typesoort werd.

## Soorten
- Ophiochiton agassizii (Verrill, 1899)
- Ophiochiton ambulator Koehler, 1897
- Ophiochiton bispinosus Koehler, 1904
- Ophiochiton commixtus Koehler, 1904
- Ophiochiton fastigatus Lyman, 1878
- Ophiochiton inaequalis Koehler, 1904
- Ophiochiton lentus Lyman, 1879
- Ophiochiton megalaspis H.L. Clark, 1939
- Ophiochiton nereis (Lyman, 1883)
- Ophiochiton pratti (Forbes, 1843) †
- Ophiochiton ternispinus Lyman, 1883
- Ophiochiton triphylax (Baker, 1977)